# NSB 68 sorozat
Az NSB 68 sorozat egy norvég 15 kV, 16,7 Hz AC áramrendszerű háromrészes villamosmotorvonat-sorozat volt. Az NSB üzemeltette 1956 és 2001 között. Két széria készült belőle: Az első 21 1956 és 1958 között, a többi kilenc pedig 1960 és 1961 között a Norsk Elektrisk & Brown Boveri, a Skabo és a Strømmen gyáraiban. Az NSB 2001-ben selejtezte a sorozatot.